# Кастинг (фільм)
«Кастинг» (рос. Кастинг) — український фільм кінорежисера Олександра Шапіро, що був вперше представлений у 2008 році.

## Виробництво
Фішкою цього фільму стала незвичайна історія його створення. Режисер запрошував на кастинг артистів. Ті намагалися і демонстрували свою майстерність, а насправді, вони вже знімалися у Шапіро. Весь відеоматеріал кастингу і ліг в основу кінострічки. Таким чином, фільм складається з 37 самостійних епізодів.

## Актори
- Андрій Федоров — головна роль
- Вікторія Мудра — головна роль
- Світлана Вольнова
- Костянтин Забайкальський
- Антон Комяков — астматик
- Мирослав Кувалдін — зображує робота
- Віталій Лінецький — фрік-транссексуал
- Лана Меркулова
- Остап Ступка — епізод

Катерина Юріївна Виноградова - епізод у психоаналітика                             * Олесь Каціон — інспектор ДАІ